# غابرييل ميلر (ممثلة)
غابرييل ميلر (بالإنجليزية: Gabrielle Miller) هي ممثلة أسترالية، ولدت في 1986 في كوفس هاربور في أستراليا.

## وصلات خارجية
- غابرييل ميلر (ممثلة) على موقع IMDb (الإنجليزية)
- غابرييل ميلر (ممثلة) على موقع قاعدة بيانات الفيلم (الإنجليزية)